# Ланы-Соколовские
Ланы-Соколовские (укр. Лани-Соколівські) — село в Стрыйской городской общине Стрыйского района Львовской области Украины.
Население по переписи 2001 года составляло 735 человек. Занимает площадь 8,55 км². Почтовый индекс — 82450. Телефонный код — 3245.
Через село протекают реки Свича, Сукель, Нечич.

## Политика

### Парламентские выборы, 2019
На внеочередных парламентских выборах 2019 года в селе функционировал отдельный избирательный участок № 461488, расположенный в помещении Дома культуры.

#### Результаты
зарегистрирован 461 избиратель, явка 79,83 %, больше всего голосов отдано за «Слугу народа» — 37,23 %, за «Голос» — 15,22 %, за Европейскую Солидарность — 10,33 %. В одномандатном округе больше всего голосов получил Андрей Кот (самовыдвижение) — 26,16 %, за Владимира Наконечного (Слуга народа) — 20,71 %, за Андрея Гергерта (Всеукраинское объединение «Свобода») — 18,53 %.

## Известные жители
- Пак, Зиновий Петрович (1939) — российский учёный, государственный деятель и организатор оборонной промышленности.